# Теріс (село)
Тері́с (каз. Теріс) — село у складі Жуалинського району Жамбильської області Казахстану. Адміністративний центр Кокбастауського сільського округу.
Населення — 893 особи (2021; 907 у 2009, 522 у 1999, 542 у 1989).